# Wanda Jakubowska
Wanda Jakubowska (Varsavia, 10 novembre 1907 – Varsavia, 25 febbraio 1998) è stata una regista e sceneggiatrice polacca.
Diresse nel 1948 L'ultima tappa (Ostatni etap), uno dei primi film sull'olocausto, in assoluto il primo girato ad Auschwitz, dove lei stessa fu internata. In più di cinquanta anni di carriera, dal 1933 al 1988 diresse 15 film. Comunista convinta, molte sue opere risultano pesantemente politicizzate.

## Biografia
Nata nel 1907, il padre Wacław era un ingegnere che prestò servizio nell'esercito imperiale russo nella prima guerra mondiale.
La famiglia si trasferì a Mosca per tutto il periodo in cui il padre restò sotto le armi. La madre Zofia morì nel 1917 e il ritorno in Polonia avvenne nel 1922.
Jakubowska si diplomò al liceo nel 1928 e si laureò in storia dell'arte presso l'Università di Varsavia nel 1931.
Appassionata di cinema, sin da piccola, Wanda contribuì alla creazione di un'associazione di amanti dei film artistici (START), che contava tra i suoi membri, futuri intellettuali polacchi come Aleksander Ford e Jerzy Toeplitz. Fu grazie a questo gruppo che ebbe l'occasione di lavorare nel nascente cinema polacco e di dirigere lei stessa dei film. L'opera più significativa di questo periodo è il cortometraggio Morze ("Mare") del 1933, che le regalò una candidatura agli Oscar facendone così la prima regista donna ad aver avuto una candidatura agli Oscar.
Nel 1939 diresse Nad Niemnem, tratto dall'omonimo romanzo del 1888 di Eliza Orzeszkowa. Il film ebbe la sventura di essere programmato per il mese di settembre in concomitanza con il precipitare degli eventi bellici, con il risultato di non uscire più nelle sale e di finire perduto.
Dopo l'invasione della Polonia, Jakubowska si iscrisse al Partito Socialista Polacco - Libertà, Uguaglianza, Indipendenza, un gruppo di resistenza clandestino. Venne arrestata dalla Gestapo il 30 ottobre 1942 e portata nella prigione di Pawiak quindi trasferita ad Auschwitz il 28 aprile 1943. Fu quindi inviata a lavorare a Rajsko, un sottocampo di Auschwitz, nel comune rurale di Oświęcim. Il campo fungeva principalmente da giardino e centro di ricerca orticola. La maggior parte dei prigionieri erano ben istruiti e molti erano comunisti. Il campo era supervisionato dal dottor Joachim Caeser, che era insolitamente benevolo, trattando persino alcuni prigionieri come colleghi. Jakubowska venne incaricata di scattare foto di piante per scopi di ricerca. La sua esperienza a Rajsko differì notevolmente da quella rappresentata nel suo film L'ultima tappa che è più vicino a quanto visse ad Auschwitz-Birkenau e infine nel campo di concentramento di Ravensbrück.
Nell'ottobre 1944 le autorità tedesche rilevarono i continui contatti della Jakubowska con la clandestinità e la trasferirono da Rajsko a Birkenau. Fu infine trasportata a Ravensbrück dieci giorni prima che l'Armata Rossa arrivasse ad Auschwitz. I nazisti tentarono anche di evacuare Ravensbrück, ma le forze sovietiche riuscirono a liberare il convoglio di prigionieri il 28 aprile 1945.
Ad Auschwitz Wanda Jakubowska fece amicizia con Gerda Schneider. Questa era un prigioniero politico tedesco che a un certo punto divenne una Blockälteste (simile a un kapo). Sul suo comportamento ci sono testimonianze contrastanti. Alcuni affermano che fosse una persona perbene mentre altri la accusano di aver picchiato i detenuti. Passato il conflitto Gerda Schneider avrebbe poi scritto insieme alla Jakubowska la sceneggiatura del film L'ultima tappa.
Dopo la guerra, Wanda Jakubowska si trasferì a Łódź dove il suo vecchio amico Aleksander Ford era responsabile di Film Polski.
Nel 1948 uscì L'ultima tappa. Il film è stato in parte girato in esterni nel campo di concentramento di Auschwitz. Il film è basato sulle esperienze personali della regista come prigioniera ad Auschwitz. Lei stessa affermò che ciò che la aiutò a sopravvivere ad Auschwitz fu pensare costantemente alla documentazione delle sue esperienze. L'opera ebbe una grande eco mondiale e resta ancora oggi una testimonianza fondamentale della vita dei campi di concentramento nazisti.
Il lavoro successivo della Jakubowska, anche a causa dei forti accenti comunisti presenti in molta della sua produzione, ebbe una fortuna relativa all'epoca per poi essere relegato all'oblio con la caduta del comunismo. Tra gli altri realizzò due ulteriori film sui campi di concentramento: Spotkania w mroku (1960) e Koniec naszego swiata (1964). Sebbene lei considerasse quest'ultimo il suo miglior lavoro, questo, come il precedente, non ebbe alcun risalto.
Wanda Jakubowska è stata anche professoressa alla Scuola nazionale di cinema, televisione e teatro Leon Schiller di Łódź (1949–1974).

## Filmografia
- Morze (1933) - cortometraggio
- Nad Niemnem (1939)
- L'ultima tappa (Ostatni etap) (1948)
- Żołnierz zwycięstwa (1953)
- Opowiesc atlantycka (1954)
- Pozegnanie z diablem (1956)
- Król Macius I (1957)
- Spotkania w mroku (1960)
- Historia wspólczesna (1960)
- Koniec naszego swiata (1964)
- Goracia Linia (1965)
- 150 na godzine (1972)
- Biały mazur (1979)
- Zaproszenie (1986)
- Kolory kochania (1988)

## Riconoscimenti
- Globo di Cristallo 1948 al Festival internazionale del cinema di Karlovy Vary per L'ultima tappa[3]
- Premio del Consiglio mondiale per la pace 1950 per L'ultima tappa